# Tantilla flavilineata
La culebra de collar líneas amarillas (Tantilla flavilineata) es una especie de reptil perteneciente a la familia Colubridae. 

## Clasificación y descripción
Serpiente de tamaño pequeño. Alcanza una longitud hocico-cloaca de 280 mm, la cola es corta y delgada, aproximadamente el 24 % de la longitud del cuerpo. La cabeza es ligeramente distintiva del cuello en vista dorsal. Ojos pequeños y pupila redonda. 15 hileras de escamas lisas alrededor del cuerpo. Fosetas apicales ausentes. Escama anal dividida. El dorso está compuesto por bandas dorsolaterales longitudinales color café, así como una banda mediodorsal color crema que abarca una hilera de escamas y la mitad de las adyacentes, la cual corre longitudinalmente hasta la punta de la cola. Una línea longitudinal oscura está presente en la tercera hilera de escamas, la cual se pierde a la altura de la cloaca. La cabeza es color café oscuro, presenta un collar nucal blanco estrecho que abarca parte de las escamas parietales, una escama dorsal y la mitad de la adyacente. Presenta una mancha postocular que abarca también toda la región supralabial, otras manchas blancas también están presentes en la punta del hocico. Bordes de las infralabiales oscuras. Vientre color durazno.

## Distribución
Esta rara especie es endémica al estado de Oaxaca. Ha sido registrada para la región Mixteca del Valle de Cuicatlán.

## Hábitat
Habita en los bosques de Quercus a una altitud de 2,190 a 2,340 m s. n. m. Se han encontrado en los meses de junio y agosto en laderas rocosas y con peñas. Es de hábitos fosoriales y nocturna, durante el día se encuentran refugiadas debajo de rocas, entre troncos, o entre las raíces. Se alimentan generalmente de artrópodos, una hembra adulta con una longitud de hocico a cloaca de 275 mm, tenía en el estómago un ciempiés grande de 71,4 mm. Es una especie ovípara, esta misma hembra, la cual fue capturada en el mes de junio en San Pedro Jocotipac, Oaxaca, tenía 12 folículos vitelogénicos.

## Estado de conservación
Se encuentra catalogada como en peligro (EN) en la IUCN.